# Florisxi
Florisxi (en rus: Флорищи) és un poble de l'óblast de Vladímir, a Rússia, segons el cens del 2010 tenia 226 habitants. Pertany al districte municipal de Koltxúguino.